# 秀山乡 (岱山县)
秀山乡是中华人民共和国浙江省舟山市岱山县下辖的一个乡。领土包括秀山岛及周围属岛。全乡在册人口约8,800多人，实际居住人口7,690（2000年普查）。面积26.33平方公里。

## 行政区划
秀山乡下辖以下村级行政区划单位：
秀东村、秀南村和秀北村。每村各设组一个社区。